# Sabor (Serbie médiévale)
Pour les articles homonymes, voir Assemblée.
Dans la Serbie médiévale, l’Assemblée en serbe Sabor était une institution de premier plan, il était impossible à un souverain de prendre une décision publique d’importance sans avoir l'accord du Sabor. Elle était composée d'un grand nombre de notables, dignitaires, nobles et religieux. C'est cette représentativité qui lui donnait une très grande légitimité.